# Lochend
Lochend är en by i Highland i Skottland. Byn är belägen 10 km 
från Inverness. Orten har 360 invånare (2011).